# Channa bleheri
Channa bleheri är en fiskart som beskrevs av Vierke, 1991. Channa bleheri ingår i släktet Channa och familjen Channidae. IUCN kategoriserar arten globalt som nära hotad. Inga underarter finns listade i Catalogue of Life.